# Столяр Михайло Григорович
Столяр Михайло Григорович (нар. 20 серпня 1951, Житомир) — радянський,український професійний велогонщик,Майстер спорту СРСР, нині тренер дитячої велошколи в м.Житомир.Серед досягнень численні перемоги на Спартакіадах, сільських спортивних іграх з велоспорту, перемоги на обласних Чемпіонатах з велошосе та Всеукраїнських Іграх ветеранів.
Довгий час працював водієм вантажних автомобілів. 
У 2003р., закінчив Національний Університет фізичної культури і спорту України за спеціальністю "тренер велоспорта", після чого ще два роки працював веломеханіком в обласній школі вищої спортивної майстерності, і тільки в 2005 році розпочав тренерську діяльність.
В 2007 році перейшов працювати тренером-викладачем в ДЮСШ "Колос", де виховав цілу плеяду чемпіонів України та учасників чемпіонату світу та Європи, трьох майстрів спорту України міжнародного класу та трьох членів збірної команди України.
- Роман Шевчук
- Андрій Євдокимов
- брати Дмитро та Владислав Погорєлови
- Тетяна Ященко

Тетяна Ященко 6 травня 2018 року на Всесвітній гімназіаді серед школярів в Марокко стала чемпіонкою світу.
Це перша медаль з міжнародних змагань за всю історію велоспотру Житомирщини.